# Creedence Clearwater Revival
Pour les articles homonymes, voir CCR.
Creedence Clearwater Revival (souvent appelé simplement Creedence ou désigné par ses initiales CCR) est un groupe américain de rock aux influences blues et country, originaire d'El Cerrito au nord de la baie de San Francisco.
Formé en 1958 à l'initiative de l'auteur, compositeur, chanteur et guitariste John Fogerty, du batteur Doug Clifford, du bassiste Stu Cook, tous élèves de la El Cerrito High School (en) — et rapidement rejoints par le frère aîné de John, Tom Fogerty —, il prend d'abord le nom des Blue Velvets puis des Golliwogs, avant de se révéler en 1967 avec l'album Creedence Clearwater Revival.
À sa séparation en 1972, Creedence Clearwater Revival aura marqué de son empreinte l'histoire du rock.
Des succès planétaires comme Have You Ever Seen the Rain?, Born on the Bayou, Proud Mary, Green River ou Fortunate Son font encore partie des « cinq cents chansons qui ont forgé le rock n'roll », six des sept albums (à l'exception de Mardi Gras) et les diverses compilations font encore recette et sont certifiés disques de platine.
Son inscription au Rock and Roll Hall of Fame en 1993 consacre Creedence parmi les groupes américains les plus marquants des cinquante dernières années.

## Membres du groupe
- Doug « Cosmo » Clifford (né le 24 avril 1945 à Palo Alto, Californie) - batterie
- Stuart « Stu » Cook (né le 25 avril 1945 à Oakland, Californie) - d'abord piano puis basse
- Thomas « Tom » Fogerty (né le 9 novembre 1941 à Berkeley, Californie, mort le 6 septembre 1990 de la tuberculose à Scottsdale, Arizona) - guitare, chant
- John Fogerty (né le 28 mai 1945 à Berkeley - Californie) - guitare, chant, harmonica, piano, orgue

## Histoire

### 1958-1966: la longue gestation
En 1958, deux camarades de classe du collège Portola d'El Cerrito, une des innombrables petites bourgades de la baie de San Francisco, décident de former un groupe de blues. John Fogerty achète une guitare électrique pour l'occasion et s'exerce dans sa chambre, tandis que Douglas Clifford l'accompagne en tapant sur une batterie de fortune. Très rapidement, les deux compères recrutent un autre copain, Stewart Cook, à la basse, pour étoffer leur formation. Encore adolescent, pianiste confirmé et bassiste, il a déjà participé à un radio-crochet dans une radio de musique classique d'Oakland. C'est ainsi que le trio The Blue Velvets voit le jour et se fait connaitre à force de répétitions, de concerts dans les bals de lycées et les bars locaux, même s'il se borne à l'époque à reprendre des succès de l'époque.

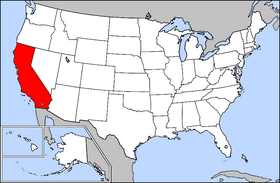
État de la Californie.

Très timide, John Fogerty se refuse d'abord à chanter mais la formation instrumentale se forge peu à peu une réputation de groupe d'accompagnement souvent mis à contribution par une maison de disques locale. Les Blue Velvets enregistrent même un morceau de sa composition, Beverly Angel.
Depuis plusieurs années, Tom Fogerty, frère aîné de John, écume également les bals en qualité d'auteur-compositeur-interprète et guitariste, dans un groupe appelé Spider Webb And The Insects. À ce titre, il est déjà une célébrité à Oakland et Berkeley. En 1959, alors que les Spider Webb viennent de se séparer, c'est tout naturellement que Tom Fogerty, fiancé et gagnant sa vie en travaillant en usine, déjà chanteur occasionnel pour la formation de son frère, l'intègre alors à plein temps.
Forts d'un nouveau chanteur, les Tommy Fogerty And The Blue Velvets commencent immédiatement l'enregistrement de maquettes, tout en continuant leurs tournées habituelles, jusqu'à ce qu'en 1961, un label local, Orchestra, leur propose d'enregistrer plusieurs de leurs compositions, notamment Come On Baby et Yes You Did, respectivement édités en 1961 et 1962. Très conventionnels et fortement marqués par les goûts musicaux de Tom Fogerty, aucun des titres édités sous ce label n'obtient le moindre succès.

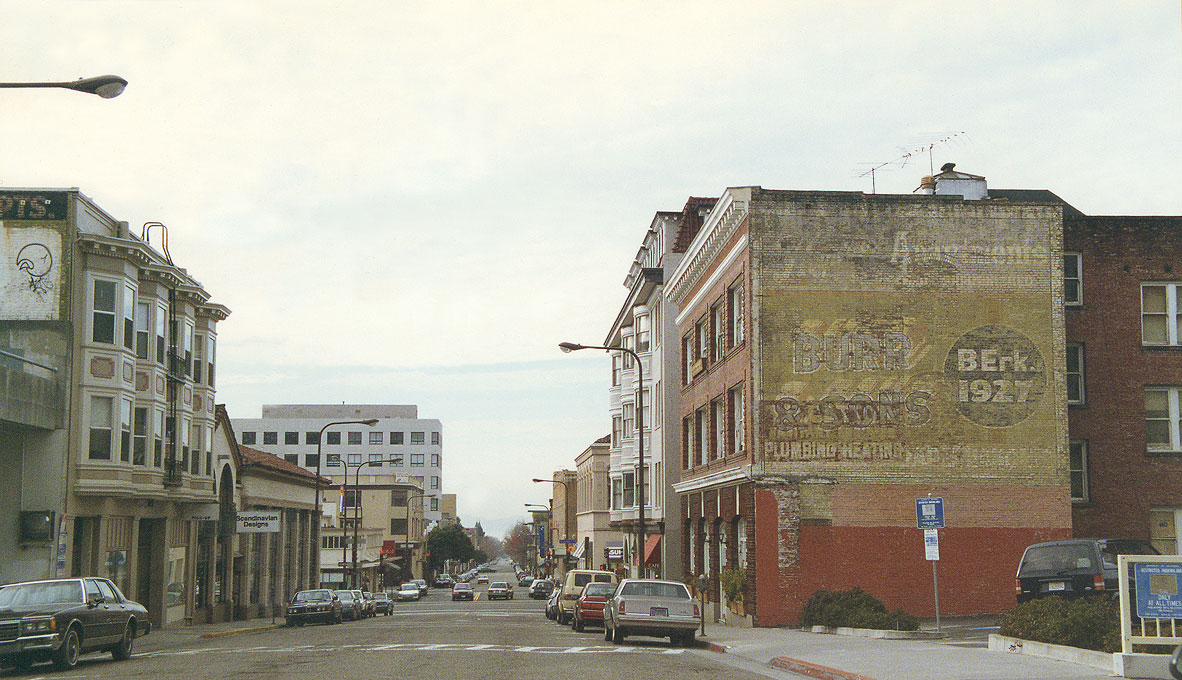
Une rue de Berkeley.

En 1964, The Blue Velvets signent finalement avec une filiale d'Universal Music basée à San Francisco, Fantasy Records. Désireux de surfer sur la beatlemania, le directeur du label est convaincu que le nom du groupe doit sonner plus anglais. Il les rebaptise d'abord The Visions, mais c'est sous le nom de The Golliwogs (en référence à un personnage de la littérature enfantine) qu'ils sortiront leurs premiers 45 tours, sans cesser de multiplier les dates dans des lieux les plus divers.
De 1964 à 1966, la formation enchaîne les singles, toujours sans grand succès. Seul Brown-Eyed Girl sorti en 1965 s'écoule à 10 000 exemplaires. Au fil des mois, le rôle de chacun est redéfini : Stu Cook abandonne peu à peu le piano au profit de la basse et Tom Fogerty renforce la rythmique à la guitare. Aguerri par des années de concerts dans des conditions difficiles, John Fogerty accroît son influence dans le groupe. Au fil des morceaux, sa virtuosité grandit et on commence à remarquer sa voix rocailleuse dans les chœurs de Try Try Try ou encore dans Little Tina.
Malgré deux années d'efforts, The Golliwogs ne parviennent pas à se faire un nom : John Fogerty doit travailler comme coursier pour la maison de disques, Tom Fogerty est ouvrier d'usine, Stu Cook et Doug Clifford, quant à eux, poursuivent leurs études à l'Université de San José. Mais c'est sans relâche qu'ils se réunissent pour les répétitions et autres représentations.
Coup dur supplémentaire pour le groupe, John Fogerty et Doug Clifford sont appelés sous les drapeaux en 1966.

### Creedence Clearwater Revival

#### 1967-1968: premiers succès
Rendus à la vie civile en 1967, Doug Clifford et John Fogerty remettent le groupe sur pied. Âgé de 22 ans, ce dernier est décidé à s'imposer au sein du groupe. Sa timidité vaincue, il remplace son frère au chant et met son jeu de guitare en avant. Les ultimes 45 tours édités sous le nom des Golliwogs, Porterville et Walk On The Water, prendront naturellement leur place dans le futur premier album de Creedence. Après neuf années difficiles, leur situation financière connaît enfin une embellie, à tel point que Tom peut démissionner de son travail et que le groupe peut louer un local pour se consacrer pleinement à la musique.[réf. nécessaire]
En 1967, un des cadres de Fantasy, Saul Zaentz, rachète la maison de disques. Plus en phase avec la jeune scène rock que son prédécesseur, il pressent le potentiel des Golliwogs et leur promet d'éditer un album à condition qu'ils rebaptisent leur groupe. Très vite, les quatre compagnons choisissent un nom inhabituel composé de la juxtaposition de trois termes sans signification apparente : « Creedence Clearwater Revival » (foi, eau-claire, renaissance). Chacun de ces mots a été choisi en réalité pour une raison bien précise :
- « Creedence » est un clin d’œil à un ami de John Fogerty : Credence Nuball ;
- « Clearwater » est une référence à un slogan dans une publicité télévisuelle de l'époque vantant une marque de bière mais marque aussi, et surtout, leur engagement écologique ;
- et « Revival » pour conjurer leur passé de Golliwogs et pour indiquer leur nouvelle orientation musicale : les racines du blues[8].

CCR entre alors en studio pour enregistrer son premier LP, Creedence Clearwater Revival, un patchwork de cinq compositions des frères Fogerty et trois reprises de leurs chansons préférées. Trois simples en seront extraits : I Put a Spell on You de Screamin' Jay Hawkins, Porterville, écrit par John Fogerty et une version fleuve de Susie Q de Dale Hawkins (qui devra être scindée en deux parties pour les besoins du 45 tours). Très vite, toutes les radios rock de la Côte Ouest passent ce dernier morceau en boucle. Le public découvre alors le jeu de guitare tout en trémolos de John Fogerty et la rythmique hypnotique de Creedence, le « Bayou Rock » : un style musical à la croisée des chemins de la Country Music et des vieux blues de La Nouvelle-Orléans. Bien que le groupe soit empêché de partir en tournée à cause de Doug Clifford et John Fogerty qui ne sont pas encore totalement libérés de leurs obligations militaires, l'album s'écoulera rapidement à plus d'un million d'exemplaires et restera classé un an et demi dans le hit parade américain.

« J’ai rêvé toute ma vie de vivre dans le Sud, tous les grands artistes de cette musique sont venus de Memphis ou de Louisiane, des rives du Mississippi, en tout cas. Des chanteurs comme Muddy Waters ou Howlin’ Wolf m’ont fait sentir combien il était bon de vivre là bas, au bord du fleuve[réf. nécessaire]. »

— John Fogerty

#### 1969: de Bayou Rock à Woodstock
En mars 1969, Creedence édite un 33 tours à contre-courant du psychédélisme ambiant : plus encore que son prédécesseur, Bayou Country évoque la moiteur marécageuse de la Louisiane.

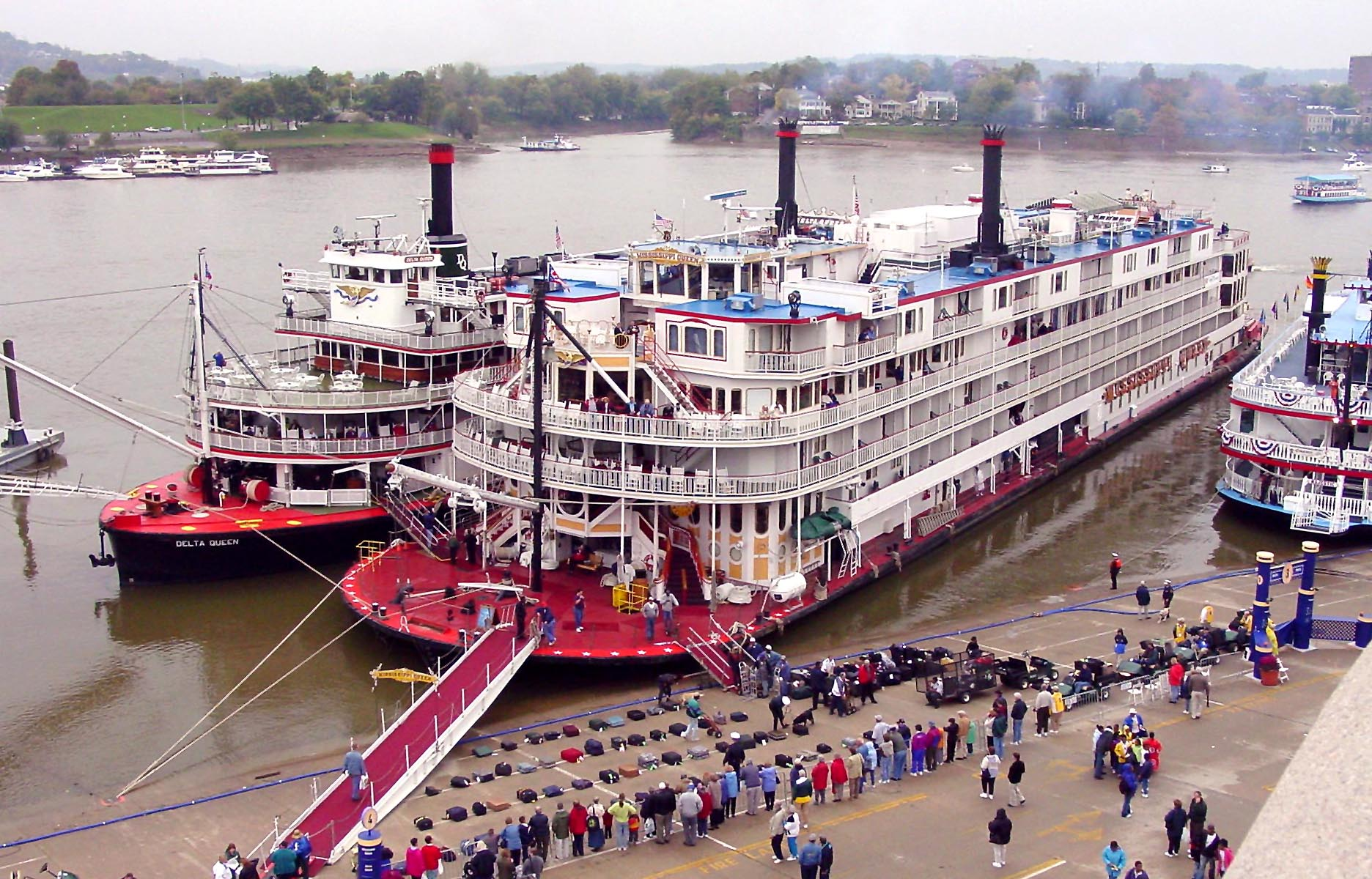
Bateaux sur le delta du Mississippi.

Le 45 T extrait de l'album, Proud Mary, fait l'éclatante démonstration du talent de compositeur, mais aussi de conteur, de John Fogerty. Celui-ci puise au plus profond de l'inspiration du blues pour évoquer un passé imaginaire de travailleur sur les rives du fleuve Mississippi, alors qu'il n'y a jamais mis les pieds. Rapidement, Proud Mary dépasse le million d'exemplaires vendus des deux côtés de l'Atlantique et devient un standard repris et adapté par d'innombrables groupes et chanteurs, notamment Ike & Tina Turner, Elvis Presley, Bob Dylan ou Johnny Hallyday.
L'album suivant Bayou Country reste classé 13 semaines dans le top 10 des charts américains. L'année 1969 est déterminante pour le groupe, qui bat tous les records d'affluence pour sa tournée promotionnelle, alors qu'il sort déjà deux simples (Bad Moon Rising et Lodi), qui annoncent un album en préparation. CCR est alors considéré comme le groupe le plus populaire des États-Unis.
Le 16 août 1969, Creedence clôt sa tournée au festival de Woodstock. Les hasards de la programmation relèguent la prestation du groupe à une heure tardive de la nuit, face à un public disséminé à la suite de la piètre prestation du Grateful Dead, entre autres perturbée par des problèmes techniques. Lorsque Creedence monte sur scène aux alentours de trois heures du matin, ils doivent faire face à un demi-million de spectateurs endormis.

« Nous étions prêts à envoyer du rock, mais au lieu de ça nous avons attendu et attendu, jusqu'à ce que ce soit à notre tour. Là, ma réaction a été de dire : "Ouah, il faut qu'on suive le groupe qui a endormi un demi-million de personnes!" J'ai joué fort, bougé, crié et au bout de trois chansons, j'ai regardé au-delà des projecteurs et j'ai vu cinq rangées de corps emmêlés, ils dormaient tous. Défoncés et endormis. J'ai regardé ailleurs et j'ai dit: "Bon, nous sommes là pour un bon moment. J'espère que certains d'entre vous aussi..." Je cherchais quelqu'un d'éveillé dans le public, dans ce demi-million de gens amorphes. Tous ceux-là étaient hors jeu. Quoi que je fasse, ils étaient partis. C'était un peu comme une peinture d'une scène de Dante, illustrant des corps en enfer, tous entrelacés et endormis, couverts de boue. Et c'est à cet instant, un moment que je n'oublierai jamais, que j'ai repéré, à quatre cents mètres de moi, dans l'obscurité, de l'autre côté du terrain, un type debout en train de danser. Et dans la nuit, j'ai entendu: "Ne t'inquiète pas John. On est avec toi!" J'ai joué le reste du concert pour ce mec. »

— John Fogerty
Déçus et agacés des conditions dans lesquelles ils ont dû se produire, les membres de Creedence refuseront d'apparaître dans le film qui sortira l'année suivante, les producteurs voulant utiliser les images tournées sur Bad Moon Rising. Néanmoins, lors d'une réédition à l'occasion du 40e anniversaire de l'événement, ils restitueront de larges extraits de leur prestation.
Dès l'automne 1969, l'album Green River confirme le talent créatif de John Fogerty, qui sait parfaitement tirer parti des faiblesses de la section rythmique de Creedence : même si la construction reste similaire d'un morceau à l'autre — les parties de chant sont presque systématiquement ponctuées de courts chorus de guitare sur la seizième mesure de chaque phrase — Green River est marqué par l'inventivité mélodique et la maîtrise des effets sonores. Dès sa sortie, l'album entre au Top Ten des charts et y reste durant 15 semaines.
Les deux 45 tours extraits de l'album, Green River, à la sonorité inquiétante appuyée par un effet de réverbération et l'entraînant Bad Moon Rising, atteignent la seconde place des meilleures ventes des 45 Tours. Difficile de rivaliser face à des titres comme Get Back des Beatles ou Honky Tonk Women des Rolling Stones.

#### 1970: l'année de la consécration

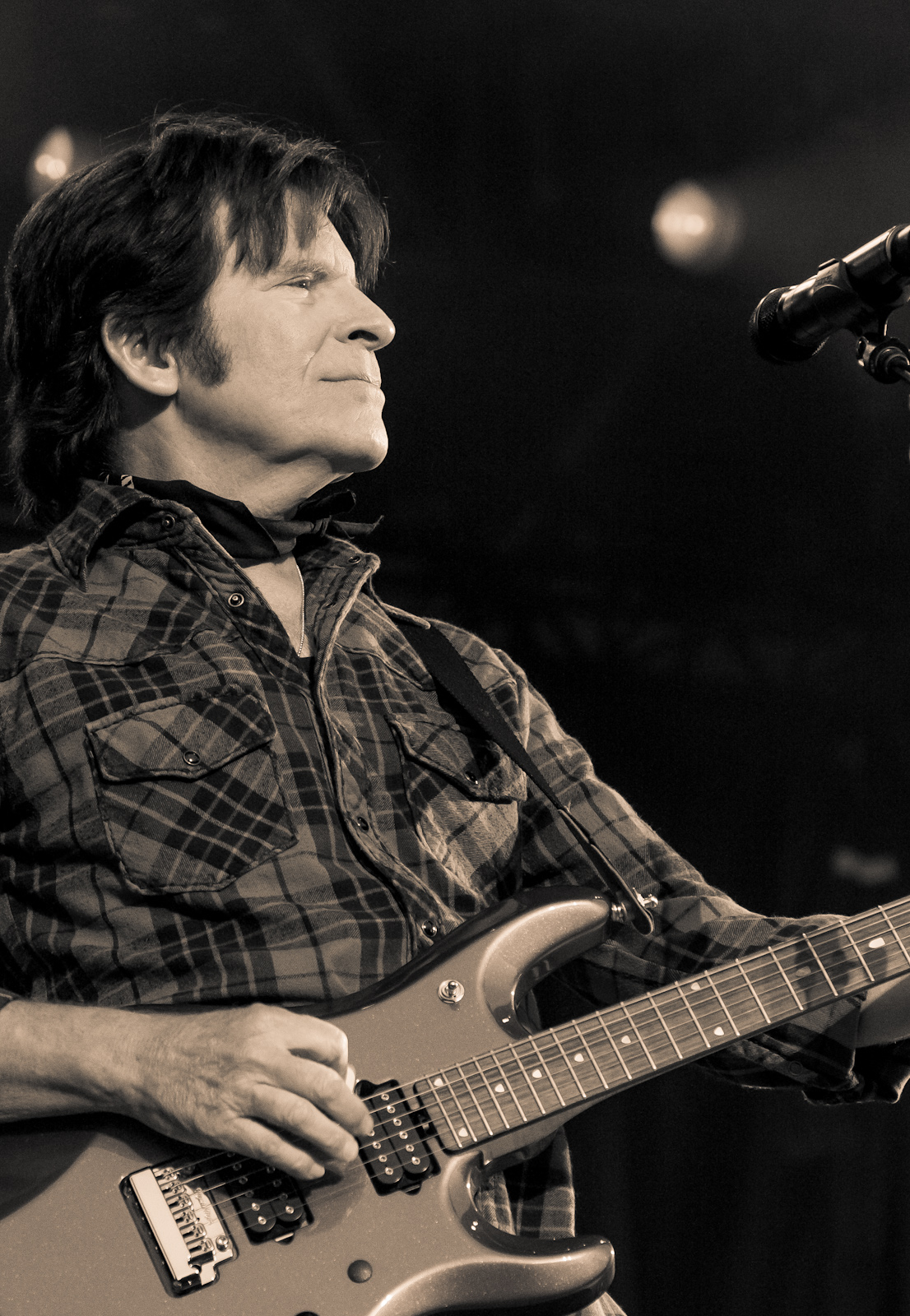
John Fogerty en 2012.

En janvier 1970, soit cinq mois après Green River, sort Willy and the Poor Boys qui s'installera onze semaines dans le Top Ten. Assis sur une rythmique variée, Creedence explore et réinvente tous les genres de la musique populaire américaine : de la soul de Down on the Corner (enregistré au coin d'une rue à l'aide d'un magnétophone portable) au rock dur et menaçant de Fortunate Son (où John Fogerty fait la démonstration de ses performances vocales), en passant par le bluegrass de Cotton Fields, etc.
À l'heure où la surenchère d'effets spéciaux et la sophistication orchestrale sont habituellement de mise - à l'instar du « wall of sound » Spectorien - Willy and the Poor Boys brille par sa production sans artifices. L'album est sans conteste le plus varié, le plus spontané et le plus lyrique de Creedence Clearwater Revival. Aujourd'hui encore, il est considéré comme un des cinq-cents albums de rock les plus marquants des cinquante dernières années, par les magazines Rolling Stone aux États-Unis et Rock & Folk en France.
Le groupe part pour une longue tournée aux quatre coins des États-Unis mais aussi de l'Europe. Leur prestation au Oakland Coliseum fait l'objet d'une captation en vue d'une sortie de leur premier album live qui sera finalement un album posthume puisqu'il ne sera édité qu'en 1980, soit plusieurs années après la séparation de CCR. À noter que le premier pressage de cet album annoncera par erreur un enregistrement au Royal Albert Hall de Londres. De nouvelles pochettes seront rapidement réimprimées.
C'est en août 1970 que Creedence publie ce qui restera son plus gros succès commercial avec Cosmo's Factory (certifié disque d'or la même année et écoulé, en 2009, à plus de quatre millions d'exemplaires). Malgré l'usage des recettes éprouvées dans les albums précédents, John Fogerty franchit le cap d'une production plus élaborée pour certains morceaux, à l'image de ce saxophone ronronnant de Travelin' Band et Long As I Can See The Light ou bien encore de la slide guitare de Ramble Tamble.
Creedence affiche clairement ses partis pris politiques avec la ballade nostalgique Who'll Stop the Rain (en face B du 45 tours Travelin' Band), une métaphore de l'enlisement des États-Unis au Viêt Nam emblématique des préoccupations de l'Amérique de cette fin des sixties. La reprise de la chanson de Gladys Knight I Heard It Through the Grapevine (qui ne sortira en simple qu'en 1976) est le moment de bravoure[évasif] de l'album.[réf. nécessaire]
Le 33 tours, qui reste près de cinq mois dans le Top Ten des meilleures ventes (dont neuf semaines à la première place) fait de Creedence Clearwater Revival le groupe le plus populaire de 1970 aux États-Unis.

#### 1971-1972: le déclin et la séparation
En ce début d'année 1971, tout semble sourire à Creedence, mais des tiraillements commencent à se faire sentir. Tom Fogerty décide de prendre ses distances pour « consacrer du temps à sa famille » ; au détour d'une interview pour le magazine Rolling Stone, Stu Cook critique ouvertement l'attitude hégémonique de John Fogerty et son manque de respect pour les autres membres du groupe.
Dès la fin des sessions d'enregistrement du cinquième 33 tours, Tom Fogerty quitte définitivement le groupe et, à la sortie de Pendulum en juillet 1971, force est de constater que John Fogerty reste l'unique compositeur, arrangeur et producteur d'un album qui confirme le tournant amorcé avec Willy and the Poor Boys : ce dernier délaisse sa Gibson Les Paul pour l'orgue Hammond dans de nombreux morceaux : Sailor's Lament, Hideway, It's Just a Thought, etc. Se dégage tout de même la ballade Have You Ever Seen the Rain? qui sera éditée en 45 tours.
Même si l'album atteint des chiffres de ventes respectables (il sera certifié disque d'or dès décembre 1971), il est moins inventif, moins dense que ses prédécesseurs ; le soin apporté par John Fogerty à la production des morceaux cache mal ses défaillances et témoigne du malaise ambiant.

« J'étais vraiment frustré de ne pas être devenu tout ce que j'imaginais lorsque j'ai débuté. Je suis parti à cause de désaccords entre John et moi à propos de la musique elle-même et jusqu'où je pouvais y contribuer. »

— Tom Fogerty
CCR, amputé d'un de ses membres, entreprend en trio une tournée mondiale dont sortira un disque, fin 1973, Live In Europe.
Il semble alors évident, pour Stu Cook et Doug Clifford, que le groupe ne sert qu'à mettre en avant les aspirations de John Fogerty. Mardi Gras, sorti en 1972 devait être l'album du renouveau en marquant l'avènement de la démocratie au sein du groupe. À l'exemple des Beatles, chacun y exprime librement sa créativité et chante les chansons de sa composition : Stu Cook quatre titres, Doug Clifford deux et John Fogerty trois. Mais seule une des compositions de ce dernier sera jugée digne par la maison de disques d'être éditée en 45 tours : Someday Never Comes. Le résultat donne un album décousu, sans homogénéité et, surtout, des chansons dans lesquelles passent les tensions qui se sont installées dans le groupe. À noter que le 45 tours simple Sweet Hitch-Hiker / Door to Door était paru auparavant. Le verdict est sans appel : l'album, laminé par les critiques et boudé par le public, sonne définitivement le glas de Creedence Clearwater Revival, dont les membres annoncent la cessation définitive d'activité le 16 octobre 1972. En fait, c'est John qui claque la porte, car il estime avoir fait assez de concessions à ses deux acolytes et n'est plus enclin à poursuivre une aventure "partagée" (compositions, interprétations, etc.) dont il devine l'échec. De plus, son album solo, clairement orienté country (reprises de chansons traditionnelles), est déjà en préparation et Mardi Gras en constitue une sorte d'ébauche.

### Après Creedence
John Fogerty édite son premier album solo, The Blue Ridge Rangers sous le label Fantasy Records, qu'il quitte rapidement pour rejoindre l'écurie d'Asylum Records. À la suite de démêlés judiciaires avec son ancienne maison de disques, détentrice des droits du groupe, il refusera longtemps de jouer les chansons de Creedence en concert (il évoquera d'ailleurs la cupidité de son ancien employeur, Saul Zaentz, dans deux compositions : Vanz Kant Danz et Mr Greed qui lui vaudront un procès). Malgré une carrière en dents de scie, il éditera pas moins de onze albums. L'anachronique Centerfield, en 1985, qui restera classé trente-huit semaines parmi les meilleures ventes des États-Unis, marquera son retour dans le giron de Fantasy.
Tom Fogerty, quant à lui, tente de faire carrière, sans grand succès. Il sortira tout de même trois 33 tours ainsi qu'un single, Joyful Resurrection, en collaboration avec Doug Clifford et Stu Cook, où il décrit son espoir d'une reformation de CCR. Ses maux de dos le conduisent à l'hôpital pour subir une opération au cours de laquelle du sang contaminé par le VIH lui sera transfusé. Il meurt le 6 septembre 1990 d'une tuberculose corrélative à la maladie, enterrant avec lui tout espoir de reformation du groupe.
Doug Clifford et Stu Cook verraient bien Tony Joe White succéder à John Fogerty pour continuer l'aventure (lucrative) CCR. Ils le contactent et tentent de le persuader, mais celui-ci décline la proposition. La même année 1972, Doug Clifford fait paraître son unique album solo sur Fantasy (n° 9411). Il l'a sobrement baptisé de son surnom : « Cosmo ». Stu Cook y tient la guitare rythmique, tandis que Donald "Duck" Dunn est à la basse. Doug Clifford et Queen Bishop signent toutes les compositions originales de cet album qui se veut riche musicalement et qui contient trois reprises. Le style oscille entre rhythm'n'blues, soul et country. Cet effort discographique n'ayant recueilli qu'un succès d'estime, Doug et Stu prennent alors une retraite dorée, entrecoupée de collaborations épisodiques, notamment pour l'éphémère projet Don Harrison Band en 1977. À noter que Doug Clifford a repris en 1983 son rôle de batteur au sein du Sir Douglas Quintet, le groupe de Doug Sahm (cf. l'album Midnight sun paru la même année chez Sonet, incluant leur tube Meet me in Stockholm). En 1995, ils se réunissent à nouveau pour former un groupe nommé Creedence Clearwater Revisited , essentiellement consacré à la scène. Deux albums live sont parus sur CD. Le premier, Recollection (concert au Canada en novembre 1997), semble le plus remarquable car il permet à l'auditeur de mesurer la ferveur du public, qui n'a absolument rien oublié du CCR, malgré les années écoulées.

## Discographie originale

### Compilations
- 1971 : Creedence Gold (en)
- 1973 : More Creedence Gold
- 1975 : Pre-Creedence
- 1976 : Chronicle
- 1977 : The Best of Creedence Clearwater Revival
- 1979 : 20 Golden Greats
- 1981 : Creedence Country
- 1982 : Hits Album
- 1986 : Chronicle, Vol. 2
- 1988 : Rollin' On the River
- 1992 : Heartland Music Presents Creedence Clearwater Revival
- 1999 : Keep On Chooglin'
- 2000 : At the Movies
- 2001 : Creedence Clearwater Revival: Box SetDisque n°1 :

1. Come on Baby - Tommy Fogerty & The Blue Velvets
2. Oh My Love - Tommy Fogerty & The Blue Velvets
3. Have You Ever Been Lonely - Tommy Fogerty & The Blue Velvets
4. Bonita - Tommy Fogerty & The Blue Velvets
5. Don't Tell Me No Lies - The Golliwogs
6. Little Girl (Does Your Mama Know) - The Golliwogs
7. Where You Been - The Golliwogs
8. You Came Walking - The Golliwogs
9. You Can't Be True - The Golliwogs
10. You Got Nothin' on Me - The Golliwogs
11. I Only Met You Just an Hour Ago - The Golliwogs
12. Brown-Eyed Girl - The Golliwogs
13. You Better Be Careful - The Golliwogs
14. Fight Fire - The Golliwogs
15. Fragile Child - The Golliwogs
16. She Was Mine - The Golliwogs
17. Gonna Hang Around - The Golliwogs
18. Try Try Try - The Golliwogs
19. Instrumental # 1 - The Golliwogs
20. Little Tina - The Golliwogs
21. Walking on the Water - The Golliwogs
22. You Better Get It Before It Gets You - The Golliwogs
23. Tell Me - The Golliwogs
24. You Can't Be True - The Golliwogs
25. Action USA Promotional Spot

Disque n°2

1. Call It Pretending - The Golliwogs / CCR
2. I Put a Spell on You
3. The Working Man
4. Suzie Q
5. Ninety-Nine and a Half
6. Get Down Woman
7. Porterville - The Golliwogs / CCR
8. Gloomy
9. Walk on the Water
10. Born on the Bayou
11. Bootleg
12. Graveyard Train
13. Good Golly Miss Molly
14. Penthouse Pauper
15. Proud Mary
16. Keep on Chooglin'

Disque n°3

1. Green River
2. Commotion
3. Tombstone Shadow
4. Wrote a Song for Everyone
5. Bad Moon Rising
6. Lodi
7. Cross-Tie Walker
8. Sinister Purpose
9. The Night Time Is the Right Time
10. Down on the Corner
11. It Came Out of the Sky
12. Cotton Fields
13. Poorboy Shuffle
14. Feelin' Blue
15. Fortunate Son
16. Don't Look Now (It Ain't You or Me)
17. The Midnight Special
18. Side O' the Road
19. Effigy

Disque n°4

1. Ramble Tamble
2. Before You Accuse Me
3. Travelin' Band
4. Ooby Dooby
5. Lookin' Out My Back Door
6. Run Through the Jungle
7. Up Around the Bend
8. My Baby Left Me
9. Who'll Stop the Rain
10. I Heard It Through the Grapevine
11. Long as I Can See the Light
12. Pagan Baby
13. Sailor's Lament
14. Chameleon
15. Have You Ever Seen the Rain?
16. (Wish I Could) Hideaway
17. Born to Move
18. Hey Tonight
19. It's Just a Thought

Disque n°5

1. Molina
2. Rude Awakening
3. 45 Revolutions Per Minute, Pt. 1
4. 45 Revolutions Per Minute, Pt. 2
5. Lookin' for a Reason
6. Take It Like a Friend
7. Need Someone to Hold
8. Tearin' Up the Country
9. Someday Never Comes
10. What Are You Gonna Do
11. Sail Away
12. Hello Mary Lou
13. Door to Door
14. Sweet Hitch-Hiker
15. Born on the Bayou
16. Green River
17. Tombstone Shadow
18. Don't Look Now (It Ain't You or Me)
19. Travelin' Band
20. Who'll Stop the Rain
21. Bad Morning Rising
22. Proud Mary
23. Fortunate Son
24. Commotion

Disque n°6

1. The Midnight Special
2. The Night Time Is the Right Time
3. Down on the Corner
4. Keep on Chooglin'
5. Born on the Bayou
6. Green River/Suzie Q
7. It Came Out of the Sky
8. Door to Door
9. Travelin' Band
10. Fortunate Son
11. Commotion
12. Lodi
13. Bad Moon Rising
14. Proud Mary
15. Up Around the Bend
16. Hey Tonight
17. Sweet Hitch-Hiker
18. Keep on Chooglin'

- 2003 : Bad Moon Rising: The Best of Creedence Clearwater Revival
- 2004 : Platinum
- 2009 : Best Of

1. Bad Moon Rising
2. Born On The Bayou
3. Proud Mary
4. Travelin' Band
5. Have You Ever Seen the Rain?
6. Green River
7. Down On The Corner
8. Lodi
9. Fortunate Son
10. Lookin' Out My Back Door
11. Run Through The Jungle
12. I Put A Spell On You
13. Susie Q
14. Sweet Hitch-Hiker
15. It Came Out Of The Sky
16. Who'll Stop The Rain
17. I Heard It Through The Grapevine
18. Hey Tonight
19. Cotton Fields
20. Long As I Can See The Light
21. Molina
22. Hello Mary Lou
23. The Midnight Special
24. Up Around The Bend

- 2009 : Creedence Clearwater Revival Covers the Classics

### Singles
- 1968 - Porterville / Call It Pretending
- 1968 - Susie Q (part 1) / Suzie Q (part 2)
- 1968 - I Put a Spell on You / Walk on the Water
- 1969 - Proud Mary / Born on the Bayou
- 1969 - Bad Moon Rising / Lodi
- 1969 - Green River / Commotion
- 1969 - Down on the Corner / Fortunate Son
- 1970 - Travelin' Band / Who'll Stop the Rain
- 1970 - Up Around the Bend / Run Through the Jungle
- 1970 - Lookin' Out My Back Door / Long As I Can See the Light
- 1971 - Have You Ever Seen the Rain? / Hey Tonight
- 1971 - Sweet Hitch-Hiker / Door to Door
- 1972 - Someday Never Comes / Tearin' up the Country
- 1973 - I Heard It Through the Grapevine / Good Golly, Miss Molly

## Adaptations et bandes-son
La chanson The Midnight Special de l'album Willy and the Poor Boys est un point fort du film La Quatrième Dimension, car le prologue commence avec (le chauffeur et le passager d'une voiture sur une route déserte) et le quatrième court-métrage finit dessus (dans l'ambulance avec le chauffeur qui n'est autre que le passager de la voiture du prologue), bouclant ainsi l'histoire avant l'épilogue. Ce morceau a été repris par Eddy Mitchell en 1977 sous le titre Laisse tomber le ciel, sur son album La Dernière Séance.
Le titre Fortunate Son, du même album, est utilisé dans les films Forrest Gump, Apocalypse Now, Die Hard 4 : Retour en enfer, Battleship, Les Petits Mouchoirs et Suicide Squad, ainsi que dans la bande originale des jeux vidéo Battlefield Vietnam, Rock Band (en contenu téléchargeable), Call of Duty: Black Ops, l'add-on Battlefield: Bad Company 2, Grand Theft Auto V et dernièrement dans Watch Dogs 2 dans l'application Media Player. Il a été repris par les Circle Jerks sur leur album VI, (en 1987).
La chanson Up around the Bend est utilisée dans le film Michael et est également jouable dans le jeu Guitar Hero World Tour.
Adapté par Philippe Labro sous le titre Fils de Personne, Fortunate Son est également repris en français par Johnny Hallyday sur l'album Flagrant délit, sorti en 1971. Il reprend également Born On the Bayou (Dans le bayou) et Proud Mary (Rouler sur la rivière), adaptés par Jean Fauque sur son album Destination Vegas, en 1996.
En 1998, Proud Mary (Rouler sur la rivière) est joué à deux reprises (fuite en voiture et générique de fin) dans le film L'Enjeu (Desperate Measures) de Barbet Schroeder.
On retrouve aussi Born On the Bayou dans les films Waterboy (1998) de Frank Coraci, La Créature du lagon : Le Retour (1989) de Jim Wynorski , Stop-Loss et Chasse à l'homme (1993) de John Woo. Sous le titre Né dans le bayou, Francis Cabrel l'a également adapté sur son album Des roses et des orties (2008).
Les titres Lookin' Out My Back Door ainsi que Run Through the Jungle sont notamment utilisés dans le film The Big Lebowski (1997) de Joel et Ethan Coen. Lookin' Out My back Door figure aussi, en tant que titre d'ouverture, dans un album de reprises de Children of Bodom, intitulé Skeletons in the Closet. La chanson a aussi été reprise par Stray Cats, sortie en face B d'un de leur 45 tours.
Run Through the Jungle figure également dans la bande originale de Air America (1990) de Roger Spottiswoode, ainsi que dans la scène finale de l'épisode 9 de la seconde saison de la série TV Fargo.
La chanson Have You Ever Seen the Rain? est utilisée dans le dernier épisode de la série Stargate SG-1, dans l'épisode 9 de la première saison de la série Dexter et également dans le premier épisode de la série Cold Case. Elle a également été reprise par Spin Doctors, Bonnie Tyler et les Minutemen.
Green River est présente dans la bande son du jeu Grand Theft Auto: San Andreas, elle est diffusée par la station de radio K - DST. On peut aussi entendre la chanson dans le film The Indian Runner de Sean Penn. Cette chanson a été reprise par Eddy Mitchell en 1970, sous le titre Le Jardin de l'Eden, sur son album Mitchellville. Ce même Eddy Mitchel reprend La chanson Down on the Corner en 1970 sous le titre J'aurai sa fille, paru à l'origine sur un Super 45 tours, puis compilé sur plusieurs CD, dont Tout Eddy 65/70 et Rock 'n' Roll.
Le titre Long As I Can See the Light est utilisé à la fin du film Jeux de pouvoir (2008), ainsi que dans l'épisode 23 de la saison 1 de la série Las Vegas.
Les acteurs de la série télévisée Glee ont repris une chanson Proud Mary dans le 9e épisode de la première saison : Suzie Q, dans le film Apocalypse Now de Francis Ford Coppola (1979), interprété par Flash Cadillac and the Continental Kids pendant la scène du concert des Bunnies de Playboy, sur le Mékong. Le morceau Suzie Q est utilisé dans l'épisode 23 de la Saison 10 d'Esprits criminels et sert de bande son à la pub pour les gaufres Suzy de la marque belge Lotus.
Les titres Keep On Chooglin et Born On the Bayou font partie de la bande son des films Bande de sauvages en 2007, puis Expendables : Unité spéciale, de et avec Sylvester Stallone, en 2010.
Le titre Bad Moon Rising figure également dans la bande originale du film de John Landis Le Loup-garou de Londres, sorti en 1981.